# Visus
| Decimaal | Voet   | Meter | LogMAR |
| -------- | ------ | ----- | ------ |
| 0,10     | 20/200 | 6/60  | 1,00   |
| 0,13     | 20/160 | 6/48  | 0,90   |
| 0,17     | 20/120 | 6/36  | 0,78   |
| 0,20     | 20/100 | 6/30  | 0,70   |
| 0,25     | 20/80  | 6/24  | 0,60   |
| 0,33     | 20/60  | 6/18  | 0,48   |
| 0,40     | 20/50  | 6/15  | 0,40   |
| 0,50     | 20/40  | 6/12  | 0,30   |
| 0,67     | 20/30  | 6/9   | 0,18   |
| 0,80     | 20/25  | 6/7,5 | 0,10   |
| 1,00     | 20/20  | 6/6   | 0,00   |
| 1,25     | 20/15  | 6/4,8 | -0,10  |
| 1,67     | 20/12  | 6/3,6 | -0,22  |
| 2,00     | 20/10  | 6/3   | -0,30  |

De visus is een maat voor gezichtsscherpte als onderdeel van het meeromvattende gezichtsvermogen. De visus is een maat voor de kleinste details die iemand nog kan onderscheiden. Een oog wordt normaal genoemd als de visus 1,0 of hoger is. In dat geval hebben de kleinst waarneembare details een grootte van 1 boogminuut = 1/60 booggraad. Bij visus 0,0 is sprake van absolute blindheid. Als iemand een visus van 0,5 heeft moet die, vergeleken bij een normale visus, alles van 2 x zo dichtbij bekijken om hetzelfde te kunnen zien. Heeft iemand een visus van 0,10 dan moet die persoon 10 x zo dichtbij staan enzovoorts. Als er bij zeer lage visus geen echte getalswaarde meer aan te geven is dan wordt de gezichtsscherpte ook wel aangeduid als "het kunnen zien van handbewegingen op bijv. 3 m" of "het kunnen tellen van opgestoken vingers op bijvoorbeeld 3 m".
Wanneer men een visus heeft van minder dan 0,3 – of een gezichtsveld dat kleiner is dan 30 graden – spreekt men van slechtziendheid. Wanneer de visus minder is dan 0,05 – of het gezichtsveld kleiner is dan 10 graden – noemen we iemand blind. Wanneer er daarnaast ook geen perceptie is van bijvoorbeeld het verschil tussen dag of nacht, en iemand dus een visus van 0,0 heeft, noemen we dit absoluut blind. Deze indeling is afkomstig van de Wereld Gezondheids Organisatie WHO.
Om de visus te bepalen kan gebruik worden gemaakt van de snellenkaart. Deze kaart is ontwikkeld door de Nederlandse oogarts Herman Snellen. Met deze kaart kan bepaald worden of de visus afwijkt t.o.v. de gemiddelde gezichtsscherpte. Als bijvoorbeeld op een afstand van 6 meter de referentieletters voor 6 meter gelezen kunnen worden, dan is de visus in ieder geval gelijk aan 1. Kan iemand nog kleinere letters lezen dan is de visus groter dan 1. Een waarde 1,5 komt wel voor bij jonge gezonde mensen.
Het is onjuist de visus in procenten aan te geven, zoals wel vaak gebeurt. Iemand met een visus van 0,5 is niet 'half blind': hij of zij heeft op een afstand waarop een ander een 1 mm grote letter nog kan lezen, een 2 mm grote letter nodig.
Als keuringseis van het Nederlandse Centraal Bureau Rijvaardigheidsbewijzen geldt dat na optimale correctie beide ogen samen een visus van minimaal 0,50 moeten hebben. Eenogigen of daarmee vergelijkbaar (bijvoorbeeld bij diplopie) moeten eveneens een visus van minimaal 0,50 hebben.